# Isochariesthes fulvoplagiatoides
Isochariesthes fulvoplagiatoides är en skalbaggsart som först beskrevs av Stefan von Breuning 1959.  Isochariesthes fulvoplagiatoides ingår i släktet Isochariesthes och familjen långhorningar. Inga underarter finns listade i Catalogue of Life.